# Ladino (classe de personagem)
Nos jogos de RPG, o Ladino (também conhecido como ladrão) é uma classe de personagens típica de cenários de fantasia medieval, dentre os quais se destacam os jogos Dungeons & Dragons, Pathfinder Roleplaying Game, Final Fantasy, World of Warcraft e vários outros MMORPGs.
Geralmente (nas histórias e jogos), ladinos são uma classe de ladrões furtivos e escorregadios. Quando não estão furtando algo estão caçando algum tesouro com seus parceiros. Depois sumindo com ele, claro. Apesar disso são muito úteis no grupo de batalha como batedores e com seus ataques furtivos, letais até para o mais poderoso dos inimigos. Além disso, sua alta percepção, habilidade em furtar, burlar cadeados e fechaduras e de detectar armadilhas se tornam indispensáveis ao aventurar-se por masmorras e cidades.
Muitas vezes não são de natureza má, entram na vida dos crimes apenas por falta de instrução ou oportunidade. Acabam portanto, sendo Assassinos e Mercenários, tendendo aos alinhamentos Caótico Bom e Caótico Neutro, fazendo qualquer serviço desde que haja uma bolsa de ouro pesada esperando por eles.
Nos jogos, podem realizar as seguintes funções:
- Destrancar portas
- Destrancar baús
- Desarmar armadilhas
- Roubar itens e dinheiro
- Confundir adversários, e fazê-los brigarem entre si
- Escapar de tumultos
- Escapar de enrascadas em geral
- Bombas de Fumaças
- Andar Silenciosamente

Devido sua grande adaptabilidade suas funções variam juntamente às necessidades do grupo. Apesar disso, normalmente não tem acesso a magias. Em alguns RPGs eletrônicos orientais, como Final Fantasy, no entanto, o Ladino evolui para outra classe: O Ninja, que as utiliza.